# Yukio Kasaya
Yukio Kasaya (Yoichi, 17 augustus 1943 – Sapporo, 23 april 2024) was een Japans schansspringer. 

## Carrière
In het seizoen 1971-1972 sloeg Kasaya na drie overwinningen in het Vierschansentoernooi de laatste wedstrijd over om zich voor te bereiden op de Olympische Winterspelen van 1972 in eigen land. Kasaya won tijdens deze spelen de gouden medaille van de kleine schans door twee landgenoten voor te blijven.
Kasaya overleed op 23 april 2024 op 80-jarige leeftijd.

## Belangrijkste resultaten

### Olympische Winterspelen
| Editie | Plaats    | Resultaten                         |
| ------ | --------- | ---------------------------------- |
| 1964   | Innsbruck | 23e kleine schans 11e grote schans |
| 1968   | Grenoble  | 23e kleine schans 20e grote schans |
| 1972   | Sapporo   | kleine schans · 7e grote schans    |
| 1976   | Innsbruck | 16e kleine schans 17e grote schans |

### Wereldkampioenschappen schansspringen
| Jaar | Plaats        | Resultaten                         |
| ---- | ------------- | ---------------------------------- |
| 1964 | Innsbruck     | 23e kleine schans 11e grote schans |
| 1968 | Grenoble      | 23e kleine schans 20e grote schans |
| 1970 | Wysokie Tatry | kleine schans                      |
| 1972 | Sapporo       | kleine schans · 7e grote schans    |
| 1976 | Innsbruck     | 16e kleine schans 17e grote schans |

| Seizoen   | 4S  |
| --------- | --- |
| 1969-1970 | 10e |